# La musica è in coma
La musica è in coma, è il terzo singolo di Luca Dirisio estratto dall'album Compis (A Pretty Fucking Good Album). Il brano denuncia l'odierno scenario musicale di oggi descritto con ironia e schiettezza, gli aggettivi che contraddistinguono il cantautore.